# Dafne in lauro
Dafne in lauro (deutsch etwa: „Daphne im Lorbeer“; FuxWV II.2.II, K 308) ist eine Serenata (Huldigungsoper; Originalbezeichnung: „Componimento per camera“) in einem Akt von Johann Joseph Fux (Musik) mit einem Libretto von Pietro Pariati nach den Metamorphosen des Ovid. Sie wurde am 1. Oktober 1714 zum Geburtstag von Kaiser Karl VI. im Opernhaus der Favorita in Wien uraufgeführt.

## Handlung
Die hier angegebene Szenenaufteilung basiert auf dem Librettotext in der Beilage zur CD Arcana Outhere A488.
Szene 1. Die Jagdgöttin Diana, die die Liebe aus ihren Gefilden verbannt hat, warnt die Nymphe Dafne vor dem hinterhältigen Liebesgott Amore. Dieser macht als Hirte verkleidet die Gegend unsicher (Arie Diana: „Perde il tempo“). Dafne ist sich der Gefahr bewusst. Sie versichert Diana, dass sie Amore niemals nachgeben werde (Arie Dafne: „Io sò che tanto piace“).
Szene 2. Amore enthüllt dem Publikum seine Absichten: Er möchte seinem alten Widersacher Apollo beweisen, dass auch er anfällig für die Liebe ist (Arie Amore: „Non v’è cor che del mio foco“).
Szene 3. Der als alter Hirte verkleidete Götterbote Mercurio durchschaut Amore. Er erklärt ihm, dass Apollo zwar aufgrund seines Streits mit Jupiter aus dem Olymp verbannt wurde, aber noch heute zur Feier von Jupiters Geburtstag wieder in den Himmel aufgenommen werde (Arie Mercurio: „Non è il sol“).
Szene 4. Apollo verbringt seine Zeit in Dianas Reich mit der Jagd. Als er dabei auf den verkleideten Amore trifft, prahlt er mit seiner Treffsicherheit beim Bogenschießen, die sogar die Kunst Amores übertreffe (Arie Apollo: „Lusingato da i fiori“).
Szene 5. Divertissement Nr. 1 – Chasse (Jagd). Auch Diana unternimmt mit ihren Nymphen einen Jagdausflug (Arie Diana: „Sappia il monte, il colle“ – Chor: „Di cintia a le piante“).
Szene 6. Dafne entfernt sich gegen Dianas Willen von der Gesellschaft und begegnet Apollo. Amore nutzt die Gelegenheit, diesen mit seinem heißesten Liebespfeil zu treffen. Gleich danach schießt er einen kalten Pfeil auf Dafne, damit sie Apollos Werben ablehnt (Arie Apollo: „Ferma, o cara“ – Arie Dafne: „Serba il tuo cor per te“).
Szene 7. Apollo gesteht Amore seine Niederlage ein. Dieser gibt sich ihm daraufhin zu erkennen, erlöst ihn aber nicht von seinem Liebesleid, da er sich noch an seinen Qualen ergötzen will. Mercurio rät Apollo, sich an die Tugenden zu halten und seine Gefühle zu mäßigen (Arie Mercurio: „Qual si nutrisca il fior“).
Szene 8. Diana weist Dafne für ihr eigenmächtiges Entfernen von der Gruppe zurecht und ermahnt sie, sich gegen ihren Verehrer entschieden zur Wehr zu setzen (Arie Diana: „Fan gli amanti“). Beide sind sich einig darin, dass man sich vor Amore in Acht nehmen muss (Arie Dafne: „Và, prigioniero“ – Duett Dafne/Diana: „Non v’è pace“).
Szene 9. Apollo fleht Amore an, auch auf Dafne einen Liebespfeil zu schießen, um seine Leiden zu beenden. Als Amore ihm dies zum Schein verspricht, jubiliert er (Arie Apollo: „In quel volto di gigli“).
Szene 10. Mercurio warnt Apollo ein weiteres Mal (Arie Mercurio: „A l’or ch’è più agitato“).
Szene 11. Diana bittet Dafne, die anderen Nymphen aus dem Wald zurückzurufen. Apollo umwirbt sie erneut, wird aber wieder abgewiesen (Duett Apollo/Dafne: „Nel pensier di sempre amarti“).
Szene 12. Divertissement Nr. 2 – Fête champêtre (Ländliches Fest). Mercurio teilt Diana mit, dass Apollos Exil beendet sei und er noch am selben Tag wieder den Sonnenwagen lenken werde. Er fordert Amore auf, Apollo gehen zu lassen, und gibt sich diesem als Bote Jupiters zu erkennen. Alle feiern den Anlass der Begnadigung: Jupiters Geburtstag (Chor: „Vieni con nuovi rai“).
Szene 13. Diana bittet Amor, Apollo von seinen Gefühlen für Dafne zu befreien. Das steht jedoch nicht in Amors Macht (Arie Amore: „Io sò con cento frodi“).
Szene 14. Diana appelliert an Apollos Willensstärke (Aria/Ciaccona Diana: „Il voler vincer Amore“).
Szene 15. Da das scheitert, opfert Dafne ihr Leben, um Apollos Ehre zu retten. Sie verabschiedet sich von Diana und verwandelt sich in einen Lorbeerbaum (Arie Dafne: „Lascio d’esser Ninfa, sì“).
Szene 16. Divertissement Nr. 3 – Licenza (Zueignung). Apollo ist nun bereit, seine Aufgaben im Himmel wiederaufzunehmen. Er stellt fest, dass Jupiters Geburtstag mit dem von Kaiser Karl, dem „österreichischen Jupiter“, zusammenfällt. Das Laub des Lorbeers werde ihm immer heilig bleiben. Man solle damit in Zukunft den Ruhm der Kaiser und Helden krönen (Arie Apollo: „Questa fronda che circonde“). Dem stimmen alle zu (Chor: „Bei Lauri, crescete“).

## Musik
Dafne in Lauro ist ein Gegenstück zu Francesco Bartolomeo Contis „favola pastorale“ I satiri in Arcadia, die dort am 28. August 1714 zum Geburtstag von Karls Gemahlin, der Kaiserin Elisabeth Christine, gegeben wurde. Auch deren Text stammt von Pietro Pariati. Während I satiri in Arcadia sommerlich geprägt ist, spielt Dafne in Lauro passend zur Jahreszeit der Aufführung im Herbst.
Das Orchester besteht neben dem Streicher-Ensemble aus Oboen, Fagotten, einer Flöte, einem Chalumeau, einer Theorbe, einer Viola da gamba und einem Cembalo für den Basso continuo. Einige der Instrumente werden auch solistisch konzertierend eingesetzt. Die meisten Arien werden vom Orchester begleitet, einige aber auch nur vom Basso continuo.
Abgesehen von den Rezitativen enthält die Oper eine Ouvertüre, siebzehn Arien, ein Arioso, zwei Duette und drei Chöre. Die beiden Hauptfiguren Apollo und Dafne haben jeweils vier Arien, die Nebenfiguren Diana, Mercurio und Amore jeweils drei. Die Arien stehen grundsätzlich in der da-capo-Form. Dianas Arie „Il voler vincer amore“ kombiniert diese Form mit derjenigen einer französischen Chaconne. Die längste Arie ist Dafnes Abschied „Lascio d’esser Ninfa, sì“ vor ihrer Verwandlung in den Lorbeerbaum. Ihre trotz des zuversichtlichen Texts äußerst traurige Klagemusik wird ausdrucksstark von einer Viola da gamba begleitet. Die letzte Arie der Oper („Questa fronda che circonde“) ist Apollo gewidmet. Dafnes Leiden ist bereits vergessen, und die Musik feiert den Geburtstag Jupiters und des Kaisers. Eine Theorbe begleitet diese virtuose Arie.
Wie in der Vorgängeroper I satiri in Arcadia gibt es auch hier mehrere Tänze, die vom Wiener Hofballett, dem Vorgänger des Wiener Staatsballetts, dargeboten wurden. Während des Jagdausflugs tanzt Dianas Gefolge eine Bourrée mit von den Geigen und Oboen nachgeahmten Jagdhörnern. Ein weiterer Chortanz ist ein Menuett zum Lobpreis Jupiters. Außerdem zeichnen sich mehrere Arien durch Tanzrhythmen aus. Dafnes Auftrittsarie „Io sò che tanto piace“ beispielsweise entspricht ebenso wie diejenige Amores einer Gigue.

## Werkgeschichte

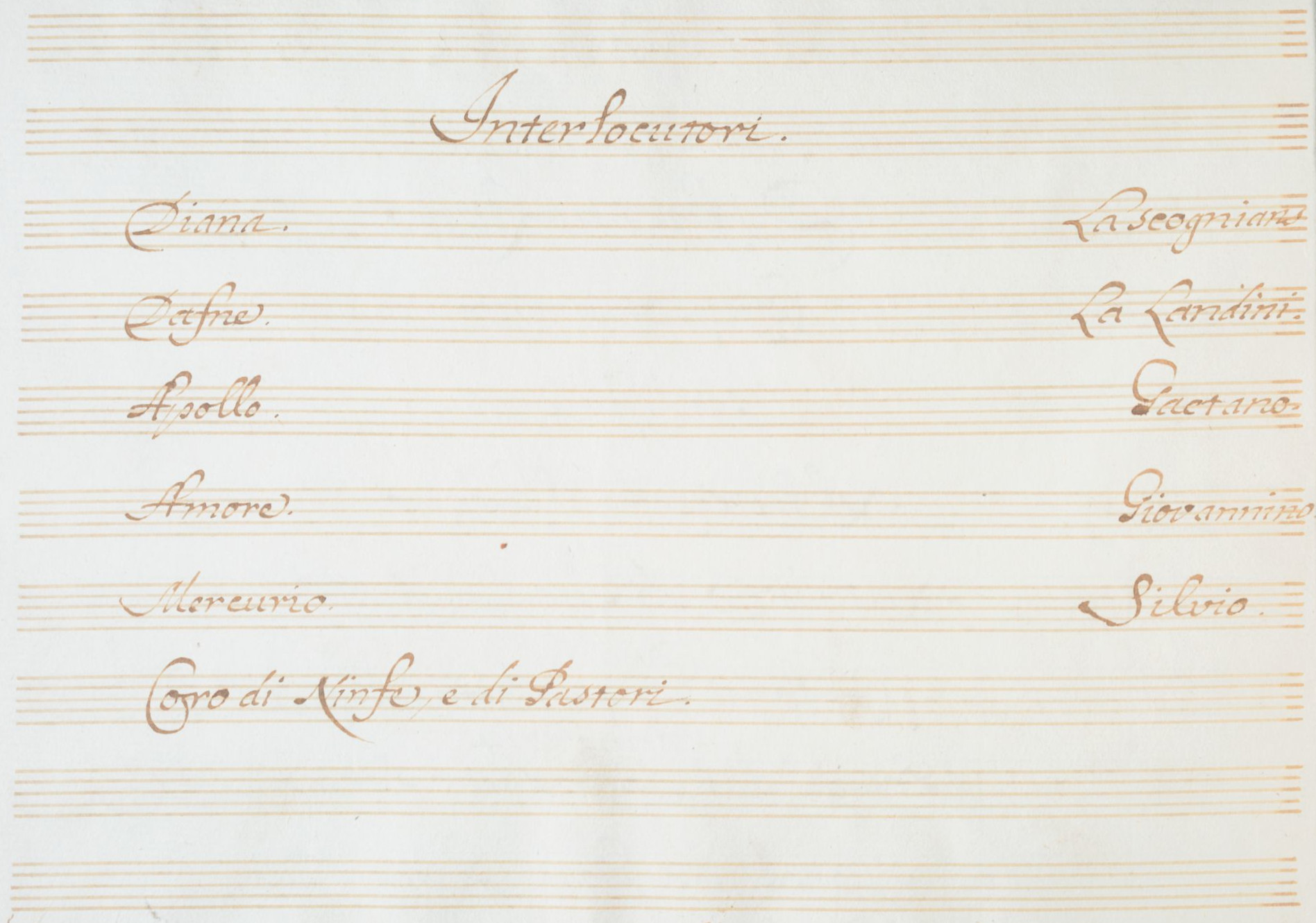
Liste der Mitwirkenden im Partiturmanuskript von 1714

Die einzige historische Quelle zu diesem „Componimento per camera“ ist eine in der Österreichischen Nationalbibliothek erhaltene Abschrift der Partitur. Ein gedrucktes Libretto oder Hinweise über die Inszenierung sind nicht überliefert. Dem Titelblatt des Manuskripts zufolge entstand das Werk 1714 zur Feier des Geburtstags von Kaiser Karl VI. am 1. Oktober. Die Musik komponierte Johann Joseph Fux, damals Vizehofkapellmeister der Wiener Hofmusikkapelle. Das Libretto verfasste der kaiserliche Hofdichter Pietro Pariati nach einer Erzählung aus den Metamorphosen des Ovid. Er war erst in diesem Jahr auf diesen Posten berufen worden. Die Sänger waren die Sopranistinnen Maria Landini (Dafne) als „prima donna“ und Regina Schoonjans (Diana) als „seconda donna“, der Alt-Kastrat Gaetano Orsini (Apollo) als „primo uomo“, der erst sechzehnjährige Sopran-Kastrat Giovannino Vincenzi (Amore) als „secondo uomo“ und der Tenor Silvio Gorghetti (Mercurio). Die Aufführung fand im Opernhaus des kaiserlichen Lustschlosses, der Favorita, statt. Die italienische Hofzeitung Corriere ordinario berichtete: „Des Abends machte man in der Favorita zu diesem Ereignis eine sehr schöne Musik. Danach speiste die gesamte kaiserliche Familie zu Abend.“ Die beiden Aufführungen stehen in der im Vorjahr 1713 begonnenen Tradition des Kaiserpaares, sich gegenseitig Opern zum Geburtstag zu schenken.
Die von Ernst Suchalla und Erika Kanduth herausgegebene Partitur mit kritischem Kommentar und deutscher Übersetzung des Librettos erschien 1998 bei der Akademischen Druck- und Verlagsanstalt in Graz. Eine Historisch-kritische Ausgabe des Musikwissenschaftlers Alexander Rausch wurde 2020 als Band B/I/2 der Gesamtausgabe der Werke von Johann Joseph Fux beim Hollitzer-Verlag veröffentlicht.
Auch in neuerer Zeit wurde Dafne in lauro einige Male gespielt. Nachweisbar sind die folgenden Produktionen:
- 1990: Paris, Théâtre des Champs-Élysées – Dirigent: René Clemencic; CD-Veröffentlichung.[7]
- 2010: Graz, Universität für Musik und darstellende Kunst Graz – Dirigenten: Frank Cramer und Antanina Kalechyts, Regie: Barbara Beyer.[8]
- 2015: Ostrava (Tschechien), Svatováclavský hudební festival „Vienna 1709“ – konzertant.[8]
- 2019: Graz, Helmut-List-Halle beim Festival Styriarte – Dirigent: Alfredo Bernardini, Inszenierung: Wolfgang Atzenhofer, Choreografie: Jörg Weinöhl; Videostream und CD-Veröffentlichung.[9][10]
- 2023: Écouen (Frankreich), Opera Fuoco – konzertant, Dirigenten: Katharina Wolff und David Stern; zusammen mit Georg Friedrich Händels Kantate Apollo e Dafne (HWV 122).[8]

## Aufnahmen
- 8./10. Februar 1990 – René Clemencic (Dirigent), Clemencic Consort, Ensemble Vocal La Capella.
 Lina Åkerlund (Dafne), Mieke van der Sluis (Diana), Gérard Lesne (Apollo), Silvia Piccolo (Amore), Martin Klietmann (Mercurio).
 Live aus dem Théâtre des Champs-Élysées in Paris.
 Nuova Era NE 7345 (2 CDs).[7][3]
- 20.–22. Juni 2019 – Alfredo Bernardini (Dirigent), Wolfgang Atzenhofer (Inszenierung), Lilli Hartmann (Bühne und Kostüme), Jörg Weinöhl (Choreografie), Zefiro Barockorchester.
 Arianna Vendittelli (Dafne), Monica Piccinini (Diana), Raffaele Pe (Apollo), Sonia Tedla (Amore), Valerio Contaldo (Mercurio).
 Live aus der Helmut-List-Halle in Graz vom Festival Styriarte.
 Videostream auf der Website der Styriarte 2; Arcana Outhere A488 (2 CDs).[9][10]

## Digitalisate
- Manuskript der Partitur (1714). Digitalisat der Österreichischen Nationalbibliothek, Signatur: Mus.Hs.17249
- Manuskripte der Einzelstimmen Violine I und II, Viola und Violoncello. Digitalisate der Österreichischen Nationalbibliothek, Signatur: Mus.Hs.17250/1-4 MUS MAG